# Manzonella monopia
Manzonella monopia är en mossdjursart som först beskrevs av Brown 1952.  Manzonella monopia ingår i släktet Manzonella och familjen Microporidae. Inga underarter finns listade i Catalogue of Life.